# Maurice Anjot
Maurice Anjot dit Pierrot, puis Bayart dans la Résistance, né le 21 juillet 1904 à Bizerte (Tunisie) et mort le 27 mars 1944 à Nâves-Parmelan (Haute-Savoie), est un officier de carrière et un résistant français. 
Il est parrain de la 206e promotion de l'École spéciale militaire de Saint-Cyr.

## Biographie

### Formation et carrière militaire
Maurice Raymond Pierre Anjot naît le 21 juillet 1904 à Bizerte, alors protectorat français, où son père, officier de carrière dans l'administration militaire, tient garnison. En 1912, celui-ci étant affecté en métropole à Bordeaux, Maurice Anjot entre à l'institution Saint-Nicolas où il reçoit une solide éducation morale et religieuse. En 1919, son père est nommé à Rennes et Maurice Anjot poursuit ses études au lycée de cette ville. Il obtient son baccalauréat en 1922 et, après une année préparatoire, il est reçu au concours d'admission de l'École spéciale militaire de Saint-Cyr (promotion 1923-1925 chevalier Bayard). 
À sa sortie, en 1925, désormais sous-lieutenant, Maurice Anjot choisit l'infanterie et est affecté au 7e bataillon de chasseurs mitrailleurs à Sarrebourg aux confins de la Lorraine. Promu lieutenant en 1927, il est envoyé au Maroc, également protectorat français, au sein du 62e régiment de tirailleurs marocains. Adjoint au commandant de la compagnie de mitrailleuses du premier bataillon, il prend le commandement de celle-ci par intérim en 1928 lorsque son chef tombe malade au terme d'une campagne de pacification de plusieurs mois à travers l'Atlas. L'année suivante, le lieutenant Anjot est nommé instructeur à Saint-Cyr. Des élèves écrivent : Le lieutenant Anjot était pour nous un très remarquable instructeur. Il tranchait nettement sur les autres parce qu'il était extrêmement méthodique, préparant avec soin son affaire [...]. Nous l'aimions bien parce qu'il était tout à fait impartial et juste [...].
En septembre 1932, Maurice Anjot se marie avec Marguerite Housset dont il a un fils, Claude, né l'année suivante. En 1935, Anjot est promu capitaine au 172e régiment d'infanterie de forteresse à Strasbourg où il prend le commandement de la 3e compagnie de mitrailleuses qui assure la garde du pont de Kehl sur le Rhin. En 1938, le capitaine Anjot occupe un poste à la Direction de l'infanterie au ministère de la Guerre.

### Campagne de 1939-1940
Affecté au 85e régiment d'infanterie le 23 mai 1940, le capitaine Anjot est, en fait, requis par le chef d'état-major de l'infanterie divisionnaire (45e DI). Au cours de la retraite sous de violents bombardements, Anjot et deux lieutenants abattent, dans un combat au corps à corps, l'équipage d'une automitrailleuse qui tente de les faire prisonniers ; le capitaine est blessé au visage. Déterminé à ne jamais se rendre, Anjot réussit à gagner Valence le 18 juin 1940. À compter du mois suivant, il est mis à la disposition de l'état-major de la subdivision militaire de la Haute-Savoie.

### Armée d'armistice et résistance
En octobre 1940, le capitaine Anjot devient l'adjoint du commandant Vallette d'Osia, le charismatique chef de corps du 27e BCA stationné à Annecy, mais c'est le capitaine Reille, plus ancien dans le grade, qui est adjudant-major du bataillon. Vallette d'Osia dira d'Anjot : Il se montrera le plus actif, le plus dévoué, le plus intelligent des collaborateurs. [...] très réfléchi, peu loquace, il exposait clairement. [...] Il fut l'un des plus chers et des plus efficaces de ceux qui m'aidèrent de 1940 à 1943, un des meilleurs de ces cadres du 27 avec lesquels j'aurais aimé repartir au combat. En effet, le capitaine Anjot, qui participe, entre autres, au camouflage de matériel et à la constitution des dépôts d'armes clandestins, doit mettre sur pied le bataillon secret de l'arrondissement d'Annecy. Celui-ci ne verra jamais le jour malgré les efforts d'Anjot qui, en août 1942, est muté à Aix-en-Provence de nouveau comme instructeur à l'école de Saint-Cyr repliée en zone sud.  

### Résistance et Armée secrète
En novembre 1942, après la dissolution de l'armée d'armistice à la suite de l'invasion de la zone sud par les Allemands et l'occupation de la région alpine par les Italiens, le capitaine Anjot, placé en congé d'armistice, se précipite à Annecy pour rejoindre sa famille et le commandant Vallette d'Osia, alors à la tête de la subdivision militaire de la Haute-Savoie, qui met en place les premières structures départementales de l'AS. Doté d'une couverture à la  Légion des combattants, le capitaine Anjot va s'attacher à organiser cette force de résistance dont le nombre de volontaires se multiplie après la mise en œuvre du STO en Allemagne en février 1943.  
En septembre 1943, le commandant Vallette d'Osia est arrêté par les Allemands qui viennent de remplacer les Italiens dans l'occupation de la Savoie. Anjot est contraint de passer dans la clandestinité (pseudonyme Pierrot) et se retrouve l'officier le plus ancien dans le grade le plus élevé de l'AS. Néanmoins, pour des raisons politiques, c'est le capitaine Romans-Petit organisateur et chef de l'AS de l'Ain, qui prend finalement le commandement de l'AS de Haute-Savoie fin novembre 1943 avec Anjot pour adjoint. Celui-ci ne reste toutefois pas toujours au PC secret : par exemple, le 10 janvier 1944, avec Tom Morel, ex-lieutenant du 27 et chef des maquis AS, il attaque une voiture d'officiers allemands qui se défendent, sont abattus, Anjot sauvant la vie de Tom.

### Les Glières
Après la mort de Tom Morel, le 10 mars 1944, c'est le capitaine Anjot qui demande à lui succéder sur le plateau des Glières alors qu'il sait que celui-ci va être attaqué en force par les Allemands. À ce propos, Romans-Petit déclarera : Parmi tous les sacrifices qui ont été faits au moment de Glières, c'est Anjot qui a fait le plus beau. Il savait que tout était perdu. Il l'a dit. Il me l'a dit : "Mon devoir me commande de prendre [ce poste]. Je sais que j'engage une bataille perdue, mais il y a l'honneur, il y a le pays, il y a la France." Anjot dit à ses proches collaborateurs : J'ai décidé de monter au plateau. Je sais que je n'en reviendrai pas. Je vous dis adieu. [...] Ma vie importe peu si je peux sauver celle des autres.
Pour l'honneur de Résistance, le capitaine Anjot, officier expérimenté, réfléchi et impassible, se battra bien que sachant ce combat désespéré (Sa grande idée est de sauvegarder l'honneur en épargnant le plus possible la vie des hommes, Pierre Golliet). Prenant le commandement du Maquis des Glières le 18 mars 1944, il réorganise les effectifs disponibles en renforçant le secteur qu'il estime le plus vulnérable et où va effectivement se produire l'attaque allemande principale. Il forme notamment une quatrième compagnie au sud-est avec deux nouvelles sections en première ligne sur l'alpage de Monthiévret, le point le plus accessible du dispositif de défense dont il assure la profondeur avec deux autres sections d'Espagnols expérimentés en seconde ligne. En outre, sachant que le maquis ne pourra pas tenir face à des forces nettement supérieures, il prévoit de baliser d'éventuels itinéraires de repli. Le 23 mars 1944, il rejette comme inacceptable, inutile et dangereuse pour le moral une ultime entrevue avec les chefs de la Milice française avant l'attaque allemande. 
Le 26 mars 1944, après le pilonnage d'artillerie et le bombardement aérien, il inspecte les positions de combat et encourage les hommes. Lors de son retour, il se trouve dans l'axe de tir de deux avions allemands ; cependant, il poursuit imperturbablement sa marche cadencée sans se soucier du danger (dixit Alphonse Métral, le secrétaire du bataillon). Le soir, apprenant que les Allemands ont ouvert une brèche, mais ignorant qu'ils sont redescendus, le capitaine Anjot, qui estime l'honneur sauf, ordonne l'exfiltration du bataillon des Glières à vingt-deux heures. Comme il a donné l'ordre de décrocher avant l'attaque générale déclenchée le jour suivant, les Allemands, de l'aveu du Kommandeur der Sipo-SD de Lyon, n'obtiennent pas "le résultat espéré au point de vue du nombre de tués et de prisonniers". 
Après une marche harassante dans la neige profonde, le 27 mars 1944, dans l'après-midi, il tombe, avec cinq maquisards, dans une embuscade tendue par les Allemands près du village de Nâves-Parmelan. Enseveli sur place le 1er avril 1944, son corps est inhumé le 4 avril au cimetière du village, puis transféré le 18 octobre à la nécropole de Morette où il occupe la tombe no 67 à côté de celle de Tom Morel.

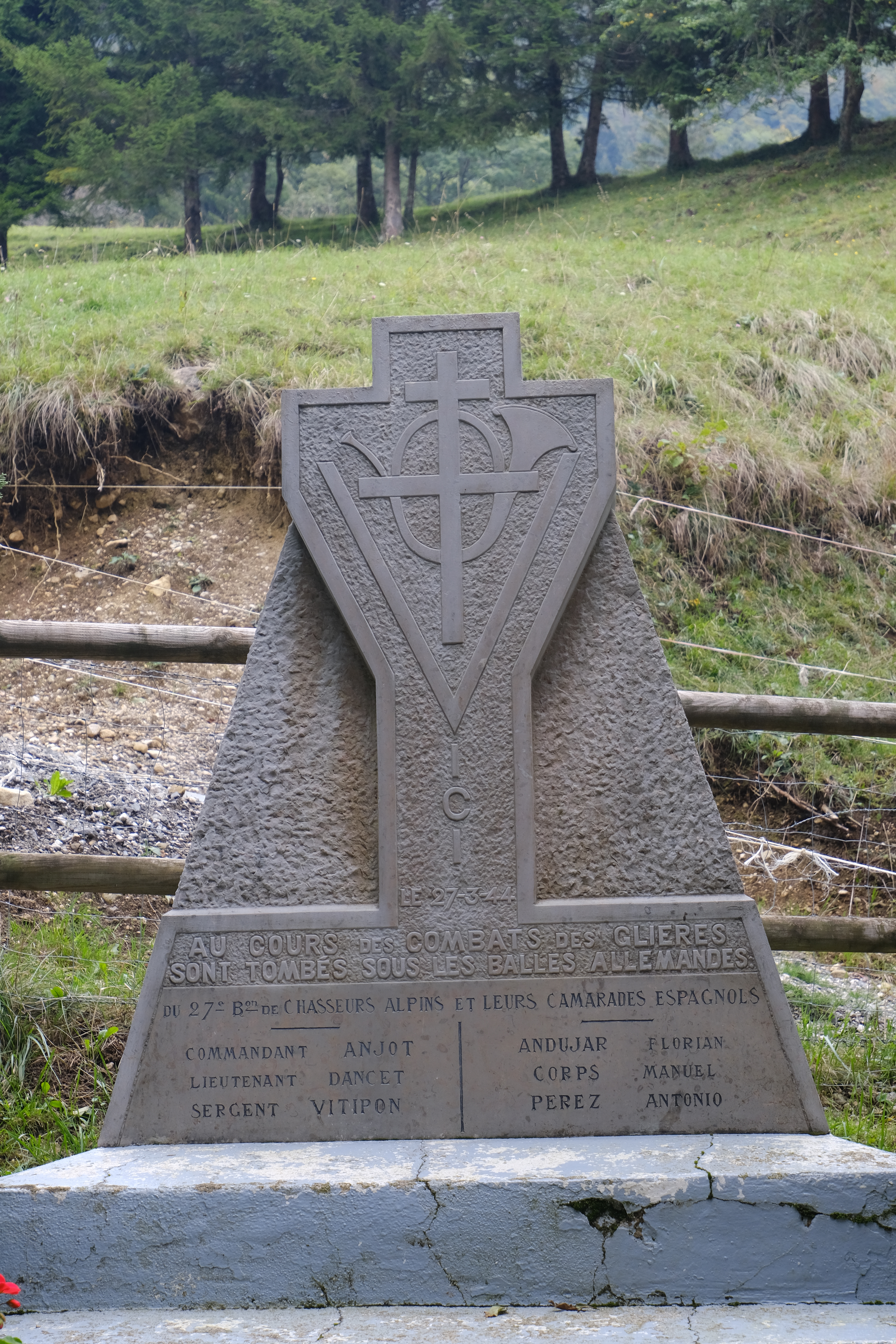
Mémorial du Capitaine Anjot à Nâves-Parmelan.

## Hommages posthumes
Le 23 novembre 1944, le général de Gaulle nomme, à titre posthume, Maurice Anjot, "commandant au maquis de Savoie", au grade de chevalier dans l'ordre national de la Légion d'honneur et lui décerne la croix de guerre avec palme. Voici un extrait du texte :
Officier calme et plein de sang-froid. [...] À la mort du lieutenant Morel, a pris sa succession comme chef du plateau des Glières. Est monté à son poste en sachant sa situation désespérée et qu'il n'en reviendrait pas, faisant preuve du plus pur esprit de sacrifice. A résisté pendant huit jours à tous les assauts d'un ennemi qui attaquait avec des moyens très supérieurs. Submergé par le nombre, a été tué après avoir tenté en vain de forcer les barrages de l'ennemi. (Journal officiel)
Mais c'est peut-être son chef, le commandant Vallette d'Osia, qui lui rend le plus bel hommage dans un message du 9 juin 1989 : Sans la décision d'Anjot, l'affaire des Glières aurait eu, sans doute, un tout autre aspect. Morel ne serait alors que l'un de ces jeunes chefs maquisards, au nom ignoré du grand public, tombés au long de la lutte clandestine. Différent dans son aspect, le mérite de l'un et de l'autre est grand. Qui l'emporte ? La réponse est difficile. Pour ma part, je serais presque tenté de donner la palme à Anjot. [...] J'ai d'ailleurs la conviction profonde que ni l'un ni l'autre, grands amis et unis dans une action commune, n'auraient accepté d'être traités d'une façon dissemblable.
La promotion 2019-2022 de l'École Spéciale Militaire de Saint-Cyr porte son nom en hommage.

## Décorations
- Chevalier de la Légion d'honneur à titre posthume (1944)
- Croix de guerre 1939–1945, palme de bronze à titre posthume

## Odonymie
Plusieurs localités ont donné son nom à des voies ou des édifices :
- Une "rue Commandant Anjot" à Rennes
- Une "rue Capitaine Anjot" à Thorens-Glières
- Une "avenue du Capitaine Anjot" à Cran-Gévrier
- Une "avenue du Capitaine Anjot" à Annecy
- Une "rue Capitaine Anjot" aux Essarts-le-Roi
- Une école élémentaire publique "Maurice Anjot" à Grenoble

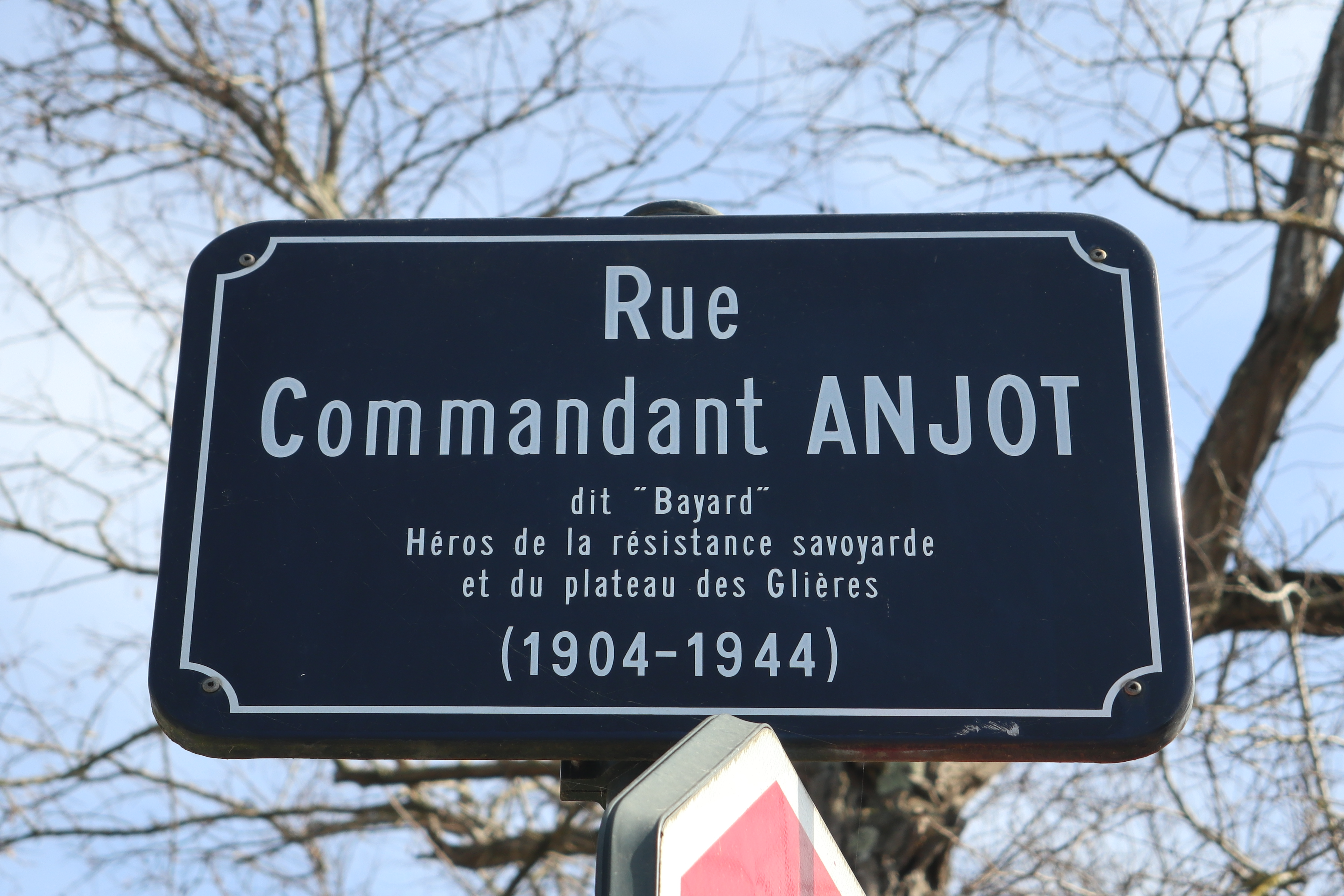
Rue Commandant Anjot à Rennes.

## Pour approfondir

### Filmographie
- [vidéo][Production de télévision - Documentaire] « Résistants : le maquis des Glières », 10 novembre 2017, RMC Découverte (consulté le 16 décembre 2017)

### Sources et bibliographie
- Capitaine Maurice Anjot, le chef méconnu des Glières, Claude Antoine, Editions Lapeyronie, Rumilly, Haute-Savoie, 2009.

- L'honneur d'un chasseur alpin. La bataille des Glières. Maurice Anjot, Claude Antoine, imprimerie municipale de Meythet, Haute-Savoie, 1993.